# Lardizabalaceae
Las lardizabaláceas (Lardizabalaceae) son una familia de angiospermas del orden Ranunculales. Consta de dos subfamilias - Sargentodoxoideae y Lardizabaloideae - con nueve géneros y cuarenta y cuatro especies, que se distribuyen por Asia Oriental y sudoriental y el sudoeste de América del Sur.

## Descripción

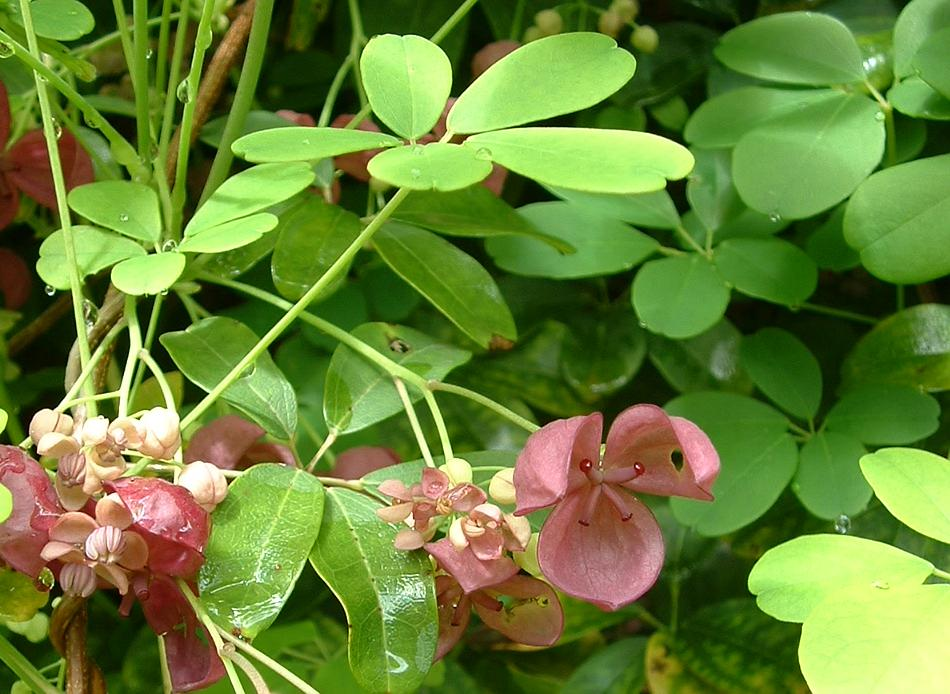
Akebia quinata

La familia Lardizabalaceae fue creada en 1838 por Joseph Decaisne en el periódico The Athenaeum; journal of literature, science, and the fine arts, 535, página 72. El género tipo es Lardizabala Ruiz & Pav. que honra a Miguel Lardizábal y Uribe (1744 – 1824), hombre de estado (mexicano-) español.  El nombre Lardizabalaceae R.Br. es un sinónimo.
- Bejucos leñosos volubles (Akebia y Stauntonia en sentido antihorario) o enredaderas, raramente arbustos erectos (Decaisnea), perennifolios o caducifolios, usualmente glabros o con pelos simples uniseriados.
- Hojas alternas, palmaticompuestas, rara vez pinnaticompuestas (Decaisnea), o trifolioladas, peciolos y peciólulos hinchados, con articulaciones múltiples, más raramente aún simples, los foliolos simétricos o asimétricos, los bordes simples, sin estípulas (excepto Lardizabala y Sinofranchetia), vernación conduplicada, con escamas basales persistentes. Estomas anomocíticos (ciclocíticos en Stauntonia brunoniana).
- Tallos longitudinalmente estriados, con un anillo de haces vasculares separados por radios medulares bien desarrollados, con nudos trilacunares. Yemas escamosas. Corteza con suberificación más o menos acusada.
- Plantas monoicas o dioicas, raramente polígamas.
- Inflorescencias racemosas o más raramente paniculadas, frecuentemente colgantes, axilares a partir de yemas escamosas dispuestas en el tallo principal o en las ramas secundarias (braqui- o macroblastos), las flores con o sin bracteolas.
- Flores regulares, cíclicas, hipóginas, trímeras, usualmente unisexuales por aborto. Receptáculo pequeño, rara vez ensanchado o alargado y carnoso. Disco hipógino ausente. Sépalos (3-)6(-50), usualmente en (1-)2(-más) verticilos de 3, petaloideos, imbricados o los externos valvados. Pétalos 6, en 2 verticilos de 3, nectaríferos, menores que los sépalos, cordiformes, o ausentes. Androceo de (3-)6(-8) estambres libres o monadelfos, alternisépalos, laminares o filantéreos, anteras libres, ditecas, con dos microsporangios por teca, dehiscencia extrorsa por hendiduras longitudinales laterales, conectivo a menudo ancho, usualmente prominente apicalmente, apiculado o corniforme. Gineceo apocárpico, súpero, de 3(-12) o 20-90 carpelos (a veces apicalmente abiertos) en 1-5 verticilos de 3, raramente en espiral, estilo ausente, estigma subsésil o sésil, peltado, húmedo, no papiloso, óvulo (1-)4-10(-100) por carpelo, anátropo (hemítropo en Lardizabala y Boquila), péndulo si es solitario, bitégmico, crasinucelado, placentación laminar a submarginal y biseriada, o subapical si el óvulo es solitario. Pistilodios a veces presentes en las flores masculinas y 6 estaminodios a veces presentes en las flores femeninas.
- Fruto compuesto, cada unidad carnosa, indehiscente en baya (estipitada en Sargentodoxa) o dehiscente ventralmente, en folículo, pericarpo con un sistema de cavidades laticíferas en Decaisnea.
- Semilla con endospermo abundante, carnoso, oleoso, a veces amiláceo o con hemicelulosa, embrión pequeño, recto, con 2 cotiledones.
- Polen tricolpado (o tricolporado), téctum completo, menudamente perforado, con escultura foveolada a reticulada, los colpos cubiertos de granulitos; columelas menudas, esparcidas.
- Número cromosómico: 2n = 28 (Lardizabala), 30 (Decaisnea), 32 (Akebia).

## Ecología
Los estigmas segregan un mucílago que envuelve a todo el gineceo, favoreciendo probablemente la polinización, que es entomófila en Sargentodoxa. Los frutos son usualmente comestibles y su estructura sugiere una dispersión ornitócora.
La mayoría son bejucos volubles en los bosques subtropicales o templados húmedos, mixtos, prefiriendo climas cálidos y húmedos, frecuentemente montanos, hasta los 3600 m de altitud.

## Fitoquímica
Plantas no cianogenéticas. Presentan fenoles usuales, proantocianidinas y saponinas.

## Usos
La mayoría de las especies asiáticas se usan en la farmacopea tradicional contra el reumatismo. El exocarpo de los frutos de Decaisnea produce una goma. De los tallos se hacen cuerdas y los frutos de Akebia y Holboellia son comestibles.
Las especies sudamericanas Boquila y Lardizabala poseen igualmente frutos comestibles.

## Fósiles
Sargentodoxa se conoce del Paleógeno de Norteamérica, y la madera fósil del Lardizabaloxylon del Terciario de la Patagonia.

## Posición sistemática

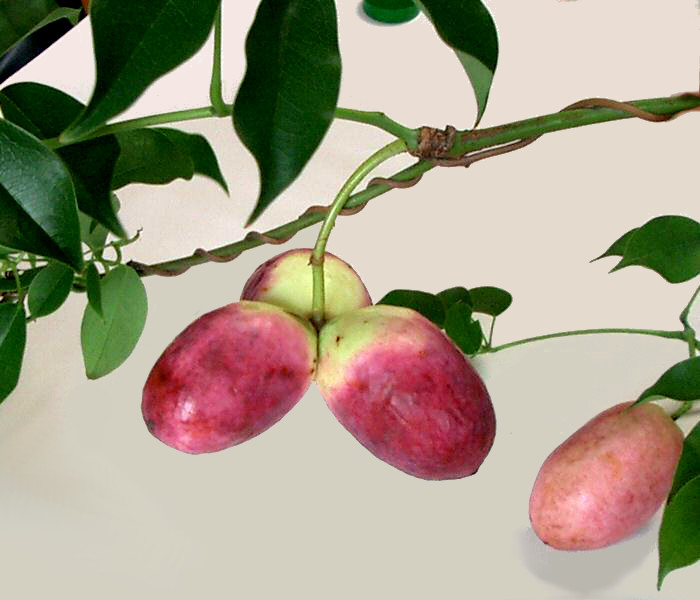
Frutos de Stauntonia hexaphylla

Las lardizabaláceas son un grupo de Angiospermas que se incluyen en el clado Eudicotiledóneas. Su estructura floral trímera es reminiscente de las menispermáceas y berberidáceas, de las que difieren por otros caracteres importantes. El APW (Angiosperm Phylogeny Website) considera que forma parte del Orden Ranunculales, siendo el grupo hermano de la familia circaeasteráceas en un clado moderadamente avanzado del orden (cf. AP-website).

## Táxones incluidos
Introducción teórica en Taxonomía
La rama basal de la familia la forma el género Sargentodoxa, que a veces ha sido incluido en su propia familia Sargentodoxaceae. En este tratamiento se considera que forma una subfamilia Sargentodoxoideae. El resto de los géneros se incluye en una subfamilia Lardizabaloideae, en la que la rama basal (tribu Decaisneeae) sería el género Decaisnea, seguido por una segunda rama (tribu Sinofranchetieae) con el único género (Sinofranchetia) y el clado apical dividido en dos ramas, la tribu Lardizabaleae (con los géneros Lardizabala y Boquila) y la tribu Akebieae, con los restantes géneros, cuya diferenciación no es sencilla, por ser claramente polifiléticos y entre los cuales han ocurrido numerosos intercambios de especies.
La siguiente clave permite la identificación de los géneros considerados válidos:
- Carpelos 20-90, dispuestos en espiral. Óvulo 1 por carpelo. Fruto compuesto de bayas estipitadas. Savia roja. Planta monoica y caducifolia. n = 11.

Subfamilia Sargentodoxoideae (Hutch., 1926) Thorne & Reveal
Un solo género: Sargentodoxa Rehder & E.H. Wilson, 1913. China, Laos, Vietnam.
- Carpelos 3(-12), verticilados. Óvulos 4 o más por carpelo. Fruto de otro tipo. Savia de otro color. Planta dioica, si no, perennifolia. n = 14-18.

Subfamilia Lardizabaloideae Kostel., 1833
- Arbusto erecto. Hojas imparipinnadas con 13-25 foliolos.

Decaisnea Hook.f. & Thomson, 1855, nom. cons. Bután, Nepal, India, Burma, China.
- Enredadera leñosa, trepadora o voluble. Hojas palmaticompuestas, 2-3-ternadas o 1-9-folioladas.

- Hojas trifolioladas, foliolos laterales asimétricos en la base y menores que el terminal. Inflorescencia en racimo largo, multifloro, péndulo, sin brácteas. Filamentos estaminales formando una copa.

Sinofranchetia (Diels, 1900) Hemsl., 1907. China.
- Hojas palmaticompuestas, 2-3-ternadas o 1-9-folioladas, si 3-folioladas, los foliolos laterales normales y de tamaño similar al terminal. Inflorescencia corta, pauciflora, erecta, a veces corimbosa, con brácteas (a veces caducas). Filamentos estaminales no formando una copa.

- Plantas monoicas, rara vez dioicas, en este caso, hojas palmaticompuestas, con (3-)5-9 foliolos o frutos con numerosas semillas.

- Fruto en plurifolículo. Pétalos ausentes. Estambres libres, con filamentos muy cortos y anteras incurvas. Foliolos redondeados u obtusos, emarginados.

- Sépalos 3(-6). Flores femeninas mucho mayores que la masculinas, de forma diferente.

Akebia Decne., 1837. China, Taiwán, Corea, Japón.
- Sépalos 6. Flores femeninas apenas mayores que las masculinas, poco diferentes.

Archakebia C.Y. Wu, T.C. Chen & H.N. Qin in H.N. Qin, 1995. China.
- Fruto en agregado de bayas. Pétalos presentes o ausentes. Estambres libres o monadelfos, con filamentos largos y anteras rectas. Foliolos acuminados o caudados.

- Sépalos de ambos verticilos similares. Pétalos 6, menudos. Filamentos libres.

Holboellia Wall., 1824. Pakistán, China, Bután, India, Burma, Nepal, Vietnam.
- Sépalos del verticilo interno lineares, más estrechos que los del externo. Pétalos 0 o 6. Filamentos monadelfos.

Stauntonia DC., 1817. China, Taiwán, India, Burma, Tailandia, Laos, Vietnam.
- Plantas dioicas, rara vez monoicas, pero entonces las hojas pinnadamente 3-folioladas y bayas con 3-5 semillas.

- Hojas 2-3-ternadas, con estípulas. Pedicelos bracteados. Sépalos carnosos. Baya polisperma, semillas subreniformes.

Lardizabala Ruiz & Pav., 1794. Chile, Archipiélago de Juan Fernández.
- Hojas pinnadamente 3-folioladas, sin estípulas. Pedicelos sin brácteas. Sépalos petaloides. Baya mono-a oligosperma, semillas ovadas.

Boquila Decne., 1837. Chile, Argentina.

## Sinónimos
- Decaisneaceae, Sargentodoxaceae, Sinofranchetiaceae.